# Somme-Bucht
Als Somme-Bucht (frz. Baie de Somme) wird das Ästuar der Somme bezeichnet, das mit etwa 7200 ha Fläche das größte seiner Art in Nordfrankreich bildet. Administrativ gehört die Somme-Bucht zum Département Somme in der Region Hauts-de-France. 
Geologisch gesehen, handelt es sich um keine Bucht, sondern eine Flussmündung. Der trichterförmig erweiterte und mit Salzwasser unterströmte Wasserlauf der Somme lässt jedoch Assoziationen an eine Meeresbucht aufkommen, die zu einer solchen Namensgebung geführt haben. 

## Geografie, Landschaft und Natur
Auf etwa zehn Kilometer Länge erstreckt sich der Somme-Trichter von Südost nach Nordwest bis zur Mündung in den Ärmelkanal. An seiner Südseite liegen an seinem Ufer die Fischerhäfen Saint-Valery-sur-Somme und Le Hourdel; der Badeort Cayeux-sur-Mer liegt am Meer. Infrastrukturelles Zentrum der Nordseite ist die Gemeinde Le Crotoy; nordwestlich erstreckt sich die Naturlandschaft der Marquenterre bis zum Leuchtturm von Saint-Quentin-en-Tourmont. 
Diese Landschaft ist charakteristisch für ein Ästuar, bedingt durch ihre Entstehungsgeschichte durch den extremen Tidenhub: Bei Flut dringt schweres Salzwasser flussaufwärts ein und unterströmt das Süßwasser der Somme; dieser Flutstrom bringt viel Sand und Schlick heran, der von dem schwächeren Ebbestrom nicht wieder vollständig abtransportiert werden kann. Die Folge sind
- Schlickzonen und Salzwiesen (etwa 1500 ha), die bei Flut unter Wasser stehen, einerseits sowie
- Sanddünen (etwa 3000 ha) andererseits;

3000 ha dieser beiden Landschaftsformen stehen in der Somme-Bucht insgesamt unter Naturschutz. 
Die Réserve naturelle de la Baie de Somme wurde 1994 eingerichtet. Seine Kernzone ist auf 250 ha der Parc du Marquenterre im äußersten Norden, der über 300 Vogelarten Lebensraum bietet. Zahlreiche Zugvögel finden hier im Winter eine Zwischenstation auf ihrem Weg in ihre südlichen Quartiere.
In der Somme-Bucht lebt seit den 1980er-Jahren wieder eine Hundsrobben-Kolonie (sowohl Seehunde als auch Kegelrobben). Mitte des 19. Jahrhunderts waren diese Tiere in der Gegend häufig, jedoch war um 1950 die Population auf Grund der exzessiven Bejagung fast verschwunden. Im Jahr 2000 wurden wieder 74 Exemplare gezählt.
Seit dem 28. Juli 2020 gehört das Gebiet zum Regionalen Naturpark Baie de Somme Picardie Maritime.

## Infrastruktur / Tourismus

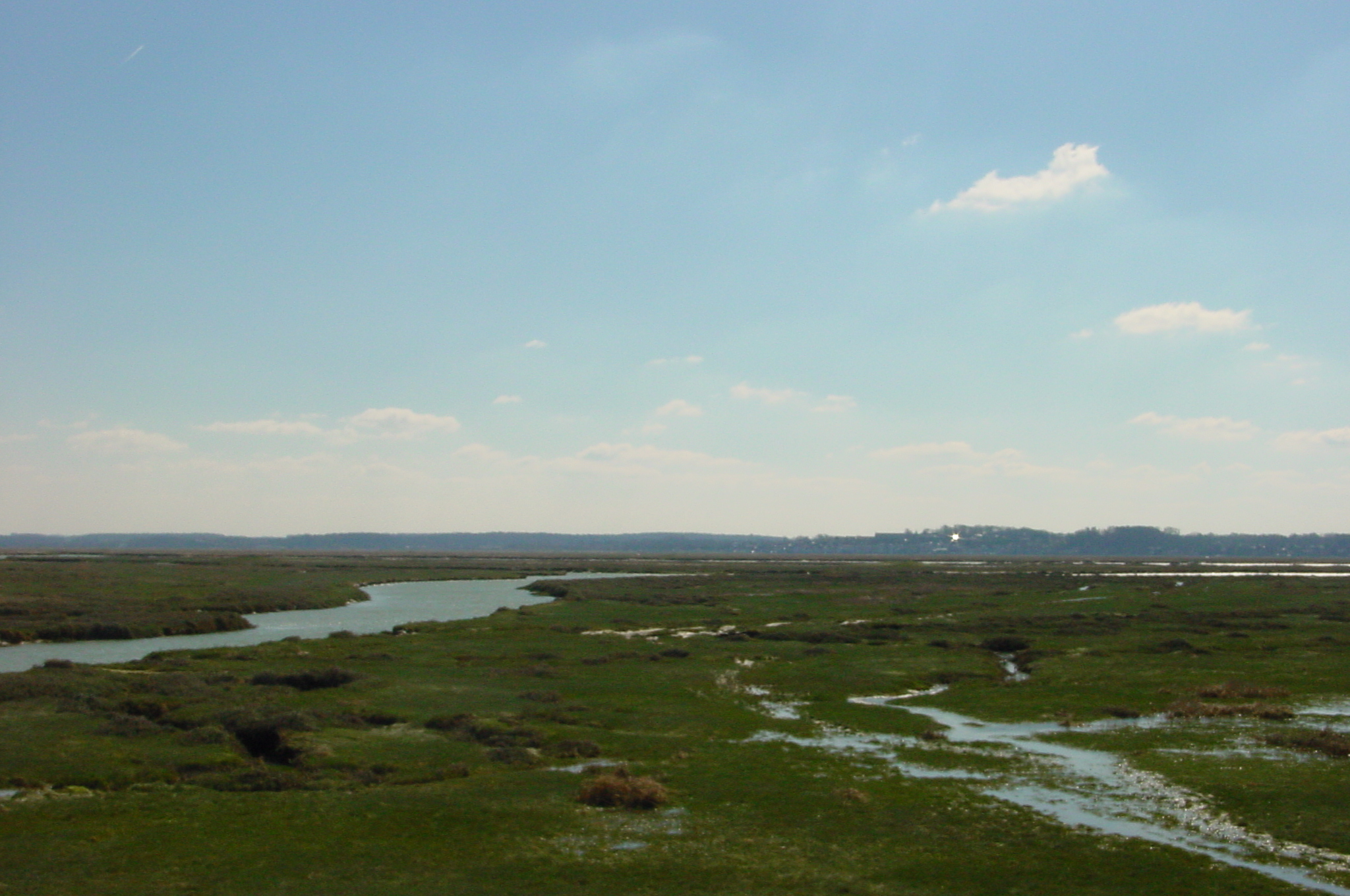
Salzwiesen bei Saint-Valery-sur-Mer

Der Zugang zu den Naturschutzgebieten mit dem PKW ist außerhalb der Siedlungen und des Informationszentrums am Eingang zum Parc du Marquenterre eingeschränkt.
- Radtouren, Wanderungen, Ausritte zu Pferde, Ausflüge mit dem Boot und Rundflüge werden von lokalen Organisationen reglementiert angeboten.
- Zwischen Noyelles-sur-Mer, das im Binnenland liegt, und den Badeorten Le Crotoy, Saint-Valery-sur-Somme und Cayeux-sur-Mer verkehrt in den Sommermonaten seit 1970 eine Tourismusbahn, die das „Netz der Meeresbäder“ (Reseau des Bains de Mer) nach der Stilllegung des planmäßigen Personenverkehrs übernommen hat. Zum Einsatz kommen zurzeit sechs betriebsfähige Dampflokomotiven sowie, auf der Strecke nach Cayeux, historische Diesellokomotiven. Getragen wird dieses Netz von einem gemeinnützigen Verein in Zusammenarbeit mit der Region, dem Departement sowie den Gemeinden an der Strecke.
- Nördlich der Marquenterre gibt es eine Ferienappartement-Siedlung mit Golfplatz, umgeben von Wasser, Wald und Dünen.
- Kulinarisches: Außer frischem Fisch und Muscheln sind die Mouton des Préts salées, die Schafe der Salzwiesen, eine Spezialität der Gegend. Sie weiden bei Ebbe auf den Salzwiesen außerhalb der Deiche, was ihrem Fleisch einen besonderen Geschmack gibt.